# Николаев, Алексей Григорьевич
Алексей Григорьевич Николаев (1915—1982) — майор Советской Армии, участник Великой Отечественной войны, Герой Советского Союза (1944).

## Биография
Алексей Николаев родился 12 февраля 1915 года в деревне Шарья (ныне — Любытинский район Новгородской области). После окончания семи классов школы и курсов счетоводом работал в леспромхозах. В 1937—1940 годах проходил службу в Рабоче-крестьянской Красной Армии, окончил полковую школу и курсы политработников. В июле 1941 года Николаев повторно был призван в армию и направлен на фронт Великой Отечественной войны. В 1943 году он окончил курсы усовершенствования командного состава.
К марту 1944 года капитан Алексей Николаев командовал батальоном 929-го стрелкового полка 254-й стрелковой дивизии 52-й армии 2-го Украинского фронта. Отличился во время освобождения Румынии. 28 марта 1944 года батальон Николаева переправился через реку Прут в районе населённого пункта Сорка в 20 километрах к северу от Ясс, уничтожив 8 танков и большое количество солдат и офицеров противника.
Указом Президиума Верховного Совета СССР от 13 сентября 1944 года капитан Алексей Николаев был удостоен высокого звания Героя Советского Союза с вручением ордена Ленина и медали «Золотая Звезда».
В 1946 году в звании майора Николаев был уволен в запас. Вернулся на родину. В 1949 году он окончил совпартшколу в Ленинграде, после чего работал председателем Маловишерского горисполкома. Скончался 1 июня 1982 года, похоронен в родной деревне.
Был также награждён орденами Александра Невского и Красной Звезды, рядом медалей.